# Integrated Facility for Linux
Integrated Facility for Linux (kurz IFL) ist ein Spezialprozessor für IBM-Großrechnersysteme (System z) und IBM Power Systems.
Auf System z können nur die Betriebssysteme z/VM für Linux und seit November 2008 auch Open Solaris ausgeführt werden.
Der Vorteil dieser Lösung besteht darin, dass die Lizenzgebühren der Software, die unter z/OS lizenziert wurde, nicht durch den zusätzlichen Prozessor beeinflusst wird.
Auf IBM Power Systems kann auf dem IFL-Prozessor nur Linux ausgeführt werden. Für IFLs gelten andere Preise für Hard- und IBM-Software als für Standardprozessoren, die AIX ausführen können.